# Leysi Suárez
Layce Janny María Zamudio Juárez (Lima, 21 de marzo de 1985), conocida por su nombre artístico Leysi Suárez, es una personalidad de televisión y bailarina peruana, que ha desarrollado su carrera artística en diferentes programas de televisión de su país.

## Biografía

### Primeros años
Lacey Janny María Zamudio Juárez nació el 22 de septiembre de 1985 en la capital peruana Lima, proveniente de una familia de clase media.

### Trayectoria artística y televisiva
Comenzó su carrera artística a la edad de 15 años, bajo el nombre artístico de Leysi Suárez, como bailarina del programa musical peruano Al ritmo de Maricarmen allá por el año 2000, tras haber aceptado la propuesta del productor musical y promotor artístico Nílver Huárac para participar en un casting siendo finalmente aceptada. Gracias a su trabajo en el dicho espacio, le permitió a Suárez a formar parte del grupo musical femenino Alma Bella de Yolanda Medina en el año 2006, permaneciendo por varios años consecutivos hasta su renuncia en 2010.
Fruto de su fama como bailarina de cumbia, Suárez fue incluida en la coconducción del programa musical El reventón de los sábados en 2007 y compitió contra su derivado La movida de Janet Barboza. Seguidamente, hizo su debut en la actuación con la teleserie Así es la vida como Kelly Alegre.
Además, participó en el reparto de la película Mañana te cuento 2 en el año 2008, en el papel de Sandra, una trabajadora sexual. Gracias a sus trabajos en la televisión, en ese mismo año participó en una sesión de fotos usando la bandera del Perú, la cual fue denunciada por el ex ministro de Defensa peruano Ántero Flores-Aráoz por haber ultrajado los símbolos patrios, pidiéndole cuatro años de cárcel en plena vísperas de fiestas patrias.
En 2009 debuta por primera vez en el teatro, en la obra erótica Mujer contra mujer del productor Richard Torres. Además de su interpretación, en 2010 ingresa al elenco del programa cómico Recargados de risa como actriz cómica, gracias a la intervención de Ernesto Pimentel por varias temporadas[cita requerida] y concursó en el reality de baile El gran show en 2011 ocupando el séptimo lugar de la competencia,[cita requerida] la cual volvería al espacio el año 2022 sin éxito. Adicionalmente, formó el grupo «Las Mujeres de Negro» junto a Anabel Torres y Grasse Becerra en 2012 y al año siguiente, se suma al reparto de la teleserie biográfica Los amores de Polo, interpretando a Lina Panchano, expareja del fallecido compositor Augusto Polo Campos.
En el año 2015, Suárez fue coprotagonista de la película Macho peruano que se respeta en el papel de Carol, una mujer que ayudaría a Máximo Arriola, personaje interpretado por el actor cómico Carlos Vílchez, en poder pagar la deuda de su taller mecánico. También, participó ocasionalmente en otros programas de televisión como Al sexto día y Jirón del humor.
Años después, participó como jurado de la secuencia «Buscando al tiktoker #1 del Perú» del magacín Al día con Willax por el canal Willax Televisión en el año 2021 y desde el año 2023 conduce su programa radial Ke ricas mañanas para La Karibeña, donde compartiría la conducción con el locutor peruano Marco Antonio Ibarra. En 2024 fue convocada por América Televisión para ser integrante del magacín América hoyy se une al elenco del unipersonal Cachudas pero conchudas al lado de Samantha Batallanos y Roxana Molina.

### Otras participaciones
Suárez haría su debut como cantante en el año 2022, lanzando su primer sencillo «La fuerza del engaño», la cual recibió la colaboración de su exagrupación Alma Bella, quienes amadrinaron su estreno musical.

## Créditos

### Televisión
| Año        | Título                     | Papel                                                     | Emisión                 | Ref.             |
| ---------- | -------------------------- | --------------------------------------------------------- | ----------------------- | ---------------- |
| 2002-2003  | Al ritmo de Maricarmen     | Bailarina                                                 | Panamericana Televisión | [ 2 ]            |
| 2007       | El reventón de los sábados | Copresentadora                                            | América Televisión      | [ 2 ]            |
| 2008       | Así es la vida             | Kelly Alegre                                              | América Televisión      | [ 4 ]            |
| 2008       | La movida de Jeanet        | Copresentadora                                            | Panamericana Televisión | [cita requerida] |
| 2009       | Habacilar                  | Participante de la secuencia «Amigos y rivales»           | América Televisión      | [ 22 ]           |
| 2010-2011  | Recargados de risa         | Actriz cómica                                             | América Televisión      | [cita requerida] |
| 2011       | El gran show               | Participante (séptimo puesto)                             | América Televisión      | [cita requerida] |
| 2012       | Yo no me llamo Natacha     | Valeria                                                   | América Televisión      | [cita requerida] |
| 2012-2013  | Risas de América           | Actriz cómica                                             | América Televisión      | [cita requerida] |
| 2013       | Los amores de Polo         | Lina Panchano                                             | América Televisión      | [ 11 ]           |
| 2016       | Hola a todos               | Invitada especial                                         | ATV                     | [ 23 ]           |
| 2021       | Al día con Willax          | Jurado de la secuencia «Buscando al tiktoker #1 del Perú» | Willax Televisión       | [ 16 ]           |
| 2022       | El gran show               | Participante (eliminada)                                  | América Televisión      | [ 9 ]            |
| 2023       | Jirón del humor            | Invitada especial                                         | Latina Televisión       | [ 15 ]           |
| desde 2024 | América hoy                | Colaboradora                                              | América Televisión      | [cita requerida] |

### Cine
| Año  | Título                       | Papel    | Ref.             |
| ---- | ---------------------------- | -------- | ---------------- |
| 2008 | Mañana te cuento 2           | Sandra   | [ 5 ]            |
| 2012 | El buen Pedro                | Verónica | [cita requerida] |
| 2015 | Macho peruano que se respeta | Carol    | [ 12 ]           |

### Radio
| Año        | Título           | Papel    | Emisión     | Ref.   |
| ---------- | ---------------- | -------- | ----------- | ------ |
| desde 2023 | Ke ricas mañanas | Locutora | La Karibeña | [ 17 ] |

### Teatro
| Año  | Título                  | Papel      | Ref.   |
| ---- | ----------------------- | ---------- | ------ |
| 2024 | Cachudas pero conchudas | Ella misma | [ 20 ] |

## Discografía

### Álbum
- 2022: La fuerza del engaño